# 徐從治
徐從治（1572年—1632年），字仲華，號肩虞，浙江承宣布政使司嘉興府海鹽縣（今浙江省嘉興市海鹽縣）人，竈籍，明朝政治人物。諡烈愍。

## 生平
萬曆三十一年（1603年）浙江鄉試中舉。萬曆三十五年（1607年）丁未科進士，授桐城縣知縣。改順天武學教授，轉國子助教，遷南京禮部主事、升任至郎中。萬曆四十七年，累升任濟南府知府。
因政績卓然，天啟元年（1621年），升任山東兗東副使，駐沂州。同年，徐鴻儒進攻鄆城，連陷鄒縣、滕縣、嶧縣。徐從治逮捕黨羽，并逐步征討成功。天啟三年，擔任山東右參政，分守濟南。進右布政使，督漕江南，因病歸鄉。
天啟七年（1627年），徐從治出任山西參政，同年兼任山西按察司副使。崇禎初，擔任山西副使薊州道。后升任山西左布政使司。因病歸鄉。
崇禎四年（1631年），孔有德謀反，巡撫余大成率兵監軍。但余大成因征伐不利，被罷免；改由徐從治以右副都御史、山東右布政使代理，與登萊巡撫謝璉共同征討，駐守青州。不久，中炮身亡，享年六十一歲。朝廷追贈兵部尚書，予諡烈愍。廕一子為錦衣衛千戶。

## 家族
曾祖徐璹。祖父徐鼎。父徐應奎。母黄氏。具庆下。兄徐調元（同科进士）、徐文治（贡士）、徐光治。弟徐允治、徐昌治。

## 延伸阅读
[在维基数据编辑]
 《明史卷二百四十八》，出自《明史》

| 官衔          | 官衔                          | 官衔          |
| ------------- | ----------------------------- | ------------- |
| 前任： 徐鑒   | 明朝桐城縣知縣 1607年－1613年 | 繼任： 馬煥賓 |
| 前任： 吳一栻 | 明朝濟南府知府 萬曆年間       | 繼任： 李天經 |